# Mauthauseni koncentrációs tábor

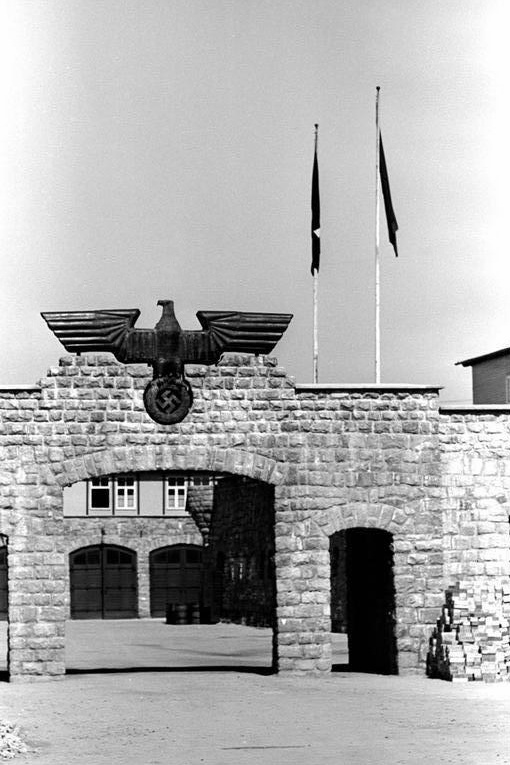
A garázsudvar bejárata a mauthauseni koncentrációs táborban

A mauthauseni koncentrációs tábor egyike a Harmadik Birodalom koncentrációs táborainak. A tábor a felső-ausztriai Mauthausen városka közelében jött létre 1938 augusztusában, öt hónappal az Anschluss után, és működése 1945 májusában, az amerikai csapatok megérkeztével szűnt meg. Ez idő alatt körülbelül 200 000 embert tartottak itt fogva, akiknek mintegy felét meggyilkolták.

## Elhelyezkedése
A mauthauseni koncentrációs tábor Ausztria Felső-Ausztria tartományában, Linztől mintegy 20 kilométerre keletre, Mauthausen várostól három kilométernyire északnyugatra, a Duna bal partján, a folyótól körülbelül két kilométerre fekszik. A mauthauseni tábor közelében halad el a Linzet Melkkel összekötő országút.
A láger területén ma már használaton kívüli kőfejtő található. Ezt keskeny nyomtávú vasút kötötte össze délkelet felé a mauthauseni vasútállomással, nyugat felé pedig a guseni koncentrációs táborral.
A nemzetiszocialista időszakban a környék a Német Birodalom Reichsgau Oberdonau nevű közigazgatási egységéhez tartozott.

## Története

### A nemzetiszocialista korszakban
A mauthauseni férfitábort az SS azzal a szándékkal létesítette, hogy növelje az Anschluss során kibővített birodalom déli részén a fogolytábor-kapacitást, különös tekintettel arra, hogy a tervezett háborúban a hadifoglyok elhelyezését megoldja.
Mauthausenre a közeli gránitbánya miatt esett a választás. Az SS még 1938 áprilisában megalapította a Deutsche Erd- und Steinwerke GmbH. (DESt; Német Föld- és Kőüzem Kft.) nevű céget, amely a náci vezetés által megálmodott hatalmas építkezésekhez volt hivatott építőanyagot termelni. Röviddel az Anschluss után a DESt megvásárolta illetve haszonbérletbe vette a mauthauseni Wienergraben, Bettelbergbruch és Marbacherbruch nevű kőfejtőket, valamint az öt kilométerrel nyugatabbra fekvő guseni Kastenhofbruch és Pieribauerbruch kőbányákat. A tábor foglyai olcsó munkaerőként szolgáltak.
A tábor területére 1938. augusztus 8-án érkezett meg az első 300 fogoly a dachaui koncentrációs táborból, ahonnan októberben két újabb transzport jött. Ez a mintegy ezer „bűnöző és aszociális elemként” kategorizált rab építette fel az első húsz barakkot, a tábor kerítését, az őrség körletét és hivatali helyiségeit, a fürdőt, a konyhát, a fogdát és a gyengélkedőt, ahol később a beteg foglyokkal végeztek. Az 1939-es év folyamán újabb 2800 őrizetes érkezett.
A tábor felépülte után, 1939 őszétől a foglyok nagy része a kőfejtőkben dolgozott. Itt a munkanap nyáron fél hétkor, télen fél nyolckor kezdődött, és egy fél-egyórás ebédszünet után télen háromnegyed ötig, nyáron fél hétig tartott. Az embertelenül nehéz munkakörülmények között dolgozó rabok ötven kilogramm fölötti súlyú kőtömböket cipeltek föl a kőfejtő aljáról fölvezető „halállépcsőn”.
1943-tól kibővült a tábor gazdasági funkciója, és Mauthausen egyre növekvő szerepet játszott a hadiiparban. Innentől a foglyok többsége a fegyvergyártásban vett részt. Ennek elősegítésére a mauthauseni főtábor mellett számos altábor létesült, először a szomszédos guseni körzetben, majd egész Ausztriában.
A háború utolsó hónapjaiban, ahogy a Vörös Hadsereg előrenyomulása nyomán felszabadult az auschwitzi, buchenwaldi, Dora-Mittelbau-i, Groß-Rosen-i, ravensbrücki, flossenbürgi és sachsenhauseni koncentrációs tábor, foglyok tízezreit evakuálták Mauthausenbe és az altáborokba. 1945 áprilisában azután a Bécs környéki és alsó-ausztriai altáborokat is ki kellett üríteni. A foglyokat innen is Mauthausenbe, majd egy részüket az ebenseei és gunskircheni altáborba meneteltették tovább. A járóképtelen foglyokat még az indítótáborokban meggyilkolták. A meneteket az SS likvidáló osztagai zárták; ezek a kimerültségtől összeesett foglyokat helyben agyonlőtték. Franz Ziereis lágerparancsnok utasítása szerint egyetlen fogolynak sem szabadott „ellenséges kézre kerülnie”.

## Melléktáborok
Ausztria-szerte összesen 49 altábort létesítettek, ezek többnyire kényszermunkatáborok voltak. Az első melléktábor Gusen I. néven 1940. május 25-én kezdte meg működését; volt olyan nap, amikor a foglyok száma ott elérte a 11 480-at. 1942-ben öt, 1943-ban tizenkét új altábort létesítettek. Közöttük az egyik legnagyobb az Ebensee-ben 1943. november 18-án használatba vett láger volt, maximális létszáma meghaladta a 18 000 főt. 1944-ben még további húsz melléktábort alakítottak ki.
A hadi helyzet alakulása miatt 1945. március 30. és április 25. között a haditermelést szolgáló kisebb munkatáborokat megszüntették és tizennyolc altábort hagytak meg. Április 25-én a foglyok létszáma a főtáborban 18 722 fő volt, az altáborokban pedig:
| Altáborok létszáma 1945. április 25-én | Altáborok létszáma 1945. április 25-én |
| -------------------------------------- | -------------------------------------- |
| Donauschiff                            | kb. 700                                |
| Ebensee                                | 18 604                                 |
| Gunskirchen                            | kb. 15 000–18 000                      |
| Gusen (I., II., III.)                  | kb. 21 000                             |
| Klagenfurt                             | 86                                     |
| Lenzing                                | 565                                    |
| Linz II.                               | 208                                    |
| Linz III.                              | 4985                                   |
| Loiblpass                              | 983                                    |
| Passau I.                              | 35                                     |
| Schloss Lind                           | 20                                     |
| Schlier                                | 472                                    |
| St. Lambrecht                          | 79                                     |
| Steyr                                  | 3090                                   |
| Wels                                   | 327                                    |
| Mauthausen-Zeltlager                   | kb. 2800                               |

## A foglyok
Az első egy-két évben német, osztrák, cseh foglyok, főként politikai okokból elfogottak kerültek a lágerbe. Lengyelország lerohanása után, 1939 végétől nagyon sok lengyelt; 1940-ben, Franciaország részleges megszállását követően a spanyol polgárháború ottani menekültjeit vitték Mauthausenbe. A Szovjetunió elleni elhúzódó német hadviselés következtében szovjet hadifoglyok tömegeit deportálták; első csoportjukat, kb. 2000 főt 1941 novemberében szállították oda. 1944-ben a Wehrmacht által kiürített Baltikumból, ukrán, belorusz és lengyel területekről (főként Varsóból) érkeztek nagy „transzportok”.
Mauthausenba 1940-ben 11 000 deportáltat szállítottak. Az első úgynevezett „szelekció”-t 1941 augusztusában végezték: a munkaképteleneket vagy nagyon betegeket elvitték „feljavítani”, valójában Hartheimben elgázosították. A főtáborban 1942-ben létesítettek gázkamrát a fogda épülete alatt. Utoljára egy héttel a láger felszabadítása előtt történt elgázosítás: április 28-án 43 fogolyt gyilkoltak meg.

### Magyar foglyok
A lágerben fennállásának első öt és fél évében alig volt magyar fogoly, legalábbis csak néhány magyarról van visszaemlékezés, információ.

#### 1944
1944-ben, az ország német megszállása után a helyzet megváltozott. Az első jelentősebb létszámú magyar fogolycsoportot 1944. április 25-én vették nyilvántartásba, majd májusban Magyarországról további négy csoport érkezett:
- április 25. –	54 fő; a barcsi, szekszárdi és pécsi személyeket U-Jude jelzéssel (magyar zsidó) regisztrálták
- május 5. – 36 fő; Budapestről elhurcolt „prominens” személyek, az arisztokrácia képviselői. Különféle alkuk eredményeként néhányan később visszanyerték szabadságukat, így többek között: báró Kornfeld Móric, Chorin Ferenc sógora (május 20-án), Gratz Gusztáv volt külügyminiszter (július 14-én), gróf Apponyi György képviselő (augusztus 5-én), Aschner Lipót, az Egyesült Izzó elnök-vezérigazgatója (december 9-én). A táborban halt meg viszont Goldberger Leó.
- május 11. – 21 fő; a főként Pécsről és Szekszárdról érkezett személyeket egy kivételével „zsidó”-ként regisztrálták
- május 19. – 35 fő; a csoport részben politikai foglyokból állt
- május 20. – 25 fő.
- május végén és júniusban Auschwitz-Birkenauból tömegesen vittek magyar zsidókat kényszermunkára Mauthausenba. Tehervagonokból álló szerelvényeken négy nagy fogolyszállítmány érkezett:[15]
  - május 28. – 2000 fő; közülük 1000 főt átvezényeltek Gusenbe, 250 főt pedig augusztus 19-én visszavittek Auschwitzba[16]
  - június 8. – 2000 fő
  - június 13. – 2000 fő
  - június 19. – 1500 fő
- június folyamán (nem Auschwitzból) további kb. 50–55 magyar foglyot szállítottak a lágerbe, közülük június 2-án 16 főt (ebben a csoportban volt pl. Tolnai Simon lapkiadó, a Tolnai Világlapja című hetilap volt tulajdonosa), június 16-án pedig 26 főt.[17]
- november 26. – 495 fő; Budapestről.

1944-ben összesen 65 645 új foglyot szállítottak a mauthauseni lágerbirodalomba, közülük mintegy 8000 magyar volt.

#### 1945
1944. november–decemberben a németek Magyarország és a mai Ausztria határvidékén védővonalat igyekeztek kiépíteni. Ehhez a Szálasi-kormány biztosított ingyen munkaerőt. Az úgynevezett „birodalmi védőállás”-t (másképp: „délkeleti fal”-at) részben a budapesti zsidóság gyalogmenetekben nyugatra hajtott tömegei, részben az SS kezére adott, munkaszolgálatosból kényszermunkássá lett ezrek építették. Az állásrendszer különböző szakaszain dolgoztatták és hevenyészett állásépítő táborokban helyezték el őket. Március végén a táborokat felszámolták, a foglyokat nagyrészt menetoszlopokban, ritkábban dunai uszályon vagy vonaton nyugatra evakuálták. 1945. április 20-ig innen sok ezer magyar deportált érkezett Mauthausenba.
A két-három hétig tartó gyalogmenetekben az őrök kegyetlenkedése, kivégzések miatt vagy végkimerülésben sokan meghaltak. Franz Ziereis táborparancsnok amerikai fogságban később azt mondta, hogy a védőállás  építéséről „50 000 zsidónak kellett Mauthausenba jönnie. Valójában csekély töredékük érkezett meg.”
Decemberben a főtábor 16 000 m²-es külső részén sátortábort (Zeltlager) állítottak fel, összesen 5125 m² belső alapterületű sátrakból. A védővonal magyar építőinek nagy része is a zsúfolt sátrakba került, de az utolsó csoportoknak már ott sem jutott hely. Április második felében több ezer végletekig elcsigázott foglyot átvezényeltek a gunskircheni altáborba.
Az utolsó hetek adatai hiányosak vagy bizonytalanok, a beérkező csoportok tagjait csak részben regisztrálták. Az erődvonal táboraiból áprilisban Mauthausenba érkezett magyarok számát 1945-ben 17 000-re becsülték. Ez a nagyságrend Hans Maršalek osztrák kutató – jóval későbbi – adatai alapján reálisnak tekinthető.
A mauthauseni lágerrendszerbe tehát 1944-ben mintegy 8000 fő, 1945. áprilisban hozzávetőlegesen 17 000 fő, összesen 25 000 főre becsült magyar – nagyon nagy többségében zsidó (vagy zsidónak minősülő) – deportált érkezett.
Közülük közel 13 000 fő halt meg. Ennél csak a lengyel és a szovjet halálos áldozatok száma volt magasabb. Külföldi kutatók munkái ezt a tényt általában nem említik.

## Emlékhely
Az egykori tábor területén ma történelmi emlékhelyet (Gedenkstätte) tart fenn az osztrák szövetségi belügyminisztérium. Az emlékhely látogatása ingyenes. A nyitvatartása: március 1-től július 10-ig 9-17.30 óráig mindennap, július 11-től október 31-ig 9-17.30, de hétfőnként zárva, november 1-től február 29-ig 9-15.45-óráig (belépés 15 óráig) hétfőn zárva. A parkolás a látogatói központ előtt biztosított, 4 óra hosszú várakozásig ingyenes.

## Film
2018-ban film készült a tábor fényképes dokumentálásáról.